# Bagayathu, Chiknayakanhalli
Bagayathu là một làng thuộc tehsil Chiknayakanhalli, huyện Tumkur, bang Karnataka, Ấn Độ.